# Quintus Sosius Senecio
Quintus Sosius Senecio (gestorven rond 110 n.Chr.) was een Romeins politicus en generaal die rond de overgang van de 1e op de 2e eeuw twee keer consul ordinarius was.
Senecio was een vriend van de latere keizer Hadrianus, van Plinius de Jongere en van Plutarchus. De laatste had hij als proconsul van de Romeinse provincie Achaea leren kennen. Plutarchus droeg onder andere aan hem zijn Parallelle levens op. Sosius Senecio diende als generaal onder keizer Trajanus. In 99 was hij samen met Aulus Cornelius Palma Frontonianus voor de eerste keer consul ordinarius. In 105-06 vocht hij in de tweede Dacische oorlog van Trajanus. Voor zijn prestaties ontving hij de ornamenta triumphalia. In 107 was hij samen met Lucius Licinius Sura, een nauwe vriend van de keizer, voor de tweede maal consul.
Hij was getrouwd met een dochter van de senator en schrijver Frontinus, Iulia Frontina. Zijn dochter Sosia Polla trad in het huwelijk met de invloedrijke generaal en politicus Quintus Pompeius Falco.